# Missionari di San Giovanni Battista
I Missionari di San Giovanni Battista (in latino Congregatio Sacerdotum Secularium Missionariorum de Sancto Ioanne Baptista), fioriti nel XVIII secolo, costituivano una società di preti secolari di vita comune. I membri della congregazione furono popolarmente detti battistini. Rappresentavano il ramo maschile delle Romite di San Giovanni Battista, tuttora esistenti. La congregazione fu soppressa nel 1810.

## Storia
La congregazione sorse per iniziativa di Maria Antonia Solimani, già fondatrice delle romite battistine che, dopo il consolidamento del suo istituto di religiose contemplative, volle dare inizio a un ramo maschile di sacerdoti dediti all'evangelizzazione delle popolazioni infedeli o eretiche.
La Solimani si avvalse della collaborazione del suo confessore, Domenico Francesco Olivieri (1691-1766), che diede inizio all'istituto a Genova nel 1749.
Nel giugno 1749 Olivieri si recò a Roma per illustrare il suo progetto alla Santa Sede. Grazie al cardinale Giovanni Battista Spinola fu ricevuto da Niccolò Maria Lercari, segretario della congregazione de Propaganda Fide, che accolse con favore l'iniziativa ma, a causa dell'ostilità di papa Benedetto XIV verso le nuove famiglie religiose, invitò Olivieri ad apportare alcune modifiche alle regole del suo istituto: i preti di San Giovanni Battista non avrebbero emesso voti in forma solenne, non avrebbero avuto l'abito religioso e non si sarebbero dotati di costituzioni proprie, ma sarebbero stati sacerdoti secolari di vita comune.
Consultatosi con l'arcivescovo di Genova e con madre Solimani, Olivieri accettò le condizioni di Lercari e il 22 settembre 1755 papa Benedetto XIV emanò il breve di approvazione dell'istituto, che venne posto alle dipendenze della congregazione de Propaganda Fide.
I preti di San Giovanni Battista avrebbero emesso il voto di stabilità nella congregazione e quello di lavorare nelle missioni affidate loro dalla Santa Sede; venne loro proibito di ascoltare le confessioni delle donne e di predicare nei paesi cattolici. Il loro abito sarebbe stato quello dei preti della Missione di san Vincenzo de' Paoli. Il superiore generale sarebbe stato eletto con mandato annuale e avrebbe preso possesso della carica il 24 giugno, giorno della festa del Battista.
La sede dell'istituto fu stabilita di fronte alla chiesa romana di Sant'Isidoro a Capo le Case.
La prima missione battistina venne inviata in Bulgaria nel 1753; nel 1763 iniziarono le missioni nel Caucaso, che però non ebbero successo. I missionari della congregazione raggiunsero anche la Cina e l'India.
Alcuni battistini furono elevati alla dignità episcopale: Giuseppe Roverani, vicario apostolico di Costantinopoli, e Sebastiano Canepa, arcivescovo di Nicopoli.
La congregazione fu dissolta dalle leggi napoleoniche del 1810: i successivi tentativi di restaurarla non ebbero successo.